# Campionat del Món de natació en piscina curta de 1999
El Campionat del Món de natació en piscina curta de 1999 fou una competició esportiva que es realitzà entre els dies 1 i 4 d'abril de 1999 a la ciutat de Hong Kong (República Popular de la Xina) sota l'organització de la Federació Internacional de Natació (FINA) i en piscina curta (25 metres). La competició se celebrà a les instal·lacions del Hong Kong Coliseum.

## Participants
Participaren 516 nedadors de 61 nacions:
| - Alemanya - Argentina - Austràlia - Barbados - Belarus - Bèlgica - Brasil - Canadà - Costa Rica - Croàcia - Cuba - Dinamarca - Egipte - Equador - Eslovàquia | - Slovenia - Espanya - Estats Units - Estònia - El Salvador - Fiji - Finlàndia - França - Grècia - Hong Kong - Irlanda - Iceland - Israel - Itàlia - Japó | - Kyrgyzstan - Lituània - Luxembourg - Macau - Macedònia - Malaysia - Moldàvia - Nova Zelanda - Noruega - Països Baixos - Peru - Polònia - Portugal - Puerto Rico - Regne Unit | - República Txeca - Romania - Rússia - Sèrbia i Montenegro - Seychelles - Singapore - South Africa - Suècia - Suïssa - Trinitat i Tobago - Ucraïna - Uzbekistan - R.P. de la Xina - Xina Taipei |

## Resum de medalles

### Categoria masculina
| Event                    | Or                                                                                         | Or         | Plata                                                                                | Plata      | Bronze                                                                  | Bronze   |
| 50 m. lliures            | Mark Foster · Regne Unit                                                                   | 21.81      | José Meolans · Argentina                                                             | 21.84      | Mark Veens · Països Baixos                                              | 21.88    |
| 100 m. lliures           | Lars Frölander · Suècia                                                                    | 47.05      | Michael Klim · Austràlia                                                             | 47.49      | Bartosz Kizierowski · Polònia                                           | 47.75    |
| 200 m. lliures           | Ian Thorpe · Austràlia                                                                     | 1:43.28 RM | Michael Klim · Austràlia                                                             | 1:43.78    | Pieter van den Hoogenband · Països Baixos                               | 1:44.39  |
| 400 m. lliures           | Grant Hackett · Austràlia                                                                  | 3:35.01 RM | Ian Thorpe · Austràlia                                                               | 3:35.64    | Massimiliano Rosolino · Itàlia                                          | 3:42.81  |
| 1500 m. lliures          | Grant Hackett · Austràlia                                                                  | 14:32.87   | Graeme Smith · Regne Unit                                                            | 14:45.41   | Daniel Kowalski · Austràlia                                             | 14:51.44 |
|                          |                                                                                            |            |                                                                                      |            |                                                                         |          |
| 50 m. esquena            | Rodolfo Falcón · Cuba                                                                      | 24.34      | Mariusz Siembida · Polònia                                                           | 24.41      | Matt Welsh · Austràlia                                                  | 24.70    |
| 100 m. esquena           | Rodolfo Falcón · Cuba                                                                      | 52.44      | Matt Welsh · Austràlia                                                               | 52.45      | Mariusz Siembida · Polònia                                              | 53.27    |
| 200 m. esquena           | Josh Watson · Austràlia                                                                    | 1:54.67    | Mark Versfeld · Canadà                                                               | 1:55.42    | Sergey Ostapchuk · Rússia                                               | 1:55.61  |
|                          |                                                                                            |            |                                                                                      |            |                                                                         |          |
| 50 m. braça              | Dmytri Kraevskyy · Ucraïna                                                                 | 27.40      | Patrik Isaksson · Suècia                                                             | 27.57      | Remo Lütolf · Suïssa                                                    | 27.59    |
| 100 m. braça             | Patrik Isaksson · Suècia                                                                   | 59.69      | Domenico Fioravanti · Itàlia                                                         | 59.88      | Morgan Knabe · Canadà                                                   | 59.93    |
| 200 m. braça             | Phil Rogers · Austràlia                                                                    | 2:08.72    | Ryan Mitchell · Austràlia                                                            | 2:08.73    | Dmitri Komornikov · Rússia                                              | 2:09.18  |
|                          |                                                                                            |            |                                                                                      |            |                                                                         |          |
| 50 m. papallona          | Mark Foster · Regne Unit                                                                   | 23.61      | Qiang Zhang · R.P. de la Xina                                                        | 23.87      | Joris Keizer · Països Baixos                                            | 23.96    |
| 100m m. papallona        | Lars Frölander · Suècia                                                                    | 51.45      | Michael Klim · Austràlia                                                             | 51.56      | James Hickman · Regne Unit                                              | 51.60    |
| 200 m. papallona         | James Hickman · Regne Unit                                                                 | 1:52.71    | Takashi Yamamoto · Japó                                                              | 1:54.68    | Denys Sylantyev · Ucraïna                                               | 1:55.41  |
|                          |                                                                                            |            |                                                                                      |            |                                                                         |          |
| 100 m. estils            | Jani Sievinen · Finlàndia                                                                  | 54.18      | Matthew Dunn · Austràlia                                                             | 54.77      | JJacob Andersen · Dinamarca                                             | 55.05    |
| 200 m. estils            | Matthew Dunn · Austràlia                                                                   | 1:55.81    | James Hickman · Regne Unit                                                           | 1:56.51    | Marcel Wouda · Països Baixos                                            | 1:58.63  |
| 400 m. estils            | Matthew Dunn · Austràlia                                                                   | 4:06.05    | Marcel Wouda · Països Baixos                                                         | 4:09.29    | Frederik Hviid · Espanya                                                | 4:10.92  |
|                          |                                                                                            |            |                                                                                      |            |                                                                         |          |
| relleus 4x100 m. lliures | Austràlia Chris Fydler · Todd Pearson · Ian Thorpe · Michael Klim                          | 3:11.21    | Països Baixos Mark Veens · Johan Kenkhuis · Marcel Wouda · Pieter van den Hoogenband | 3:11.57 EU | Suècia Dan Lindström · Lars Frölander · Mattias Ohlin · Daniel Carlsson | 3:12.69  |
| relleus 4x200 m. lliures | Països Baixos Pieter van den Hoogenband · Johan Kenkhuis · Martijn Zuijdweg · Marcel Wouda | 7:04.48 EU | Regne Unit Gavin Meadows · Sion Brinn · Paul Palmer · Edward Sinclair                | 7:07.20    | Canadà Mark Johnston · Brian Johns · Rick Say · Yannick Lupien          | 7:08.02  |
| relleus 4x100 m. estils  | Austràlia Matt Welsh · Phil Rogers · Michael Klim · Chris Fydler                           | 3:29.88 RM | Suècia Mattias Ohlin · Patrik Isaksson · Daniel Carlsson · Lars Frölander            | 3:30.32 EU | Regne Unit Neil Willey · Darren Mew · James Hickman · Sion Brinn        | 3:32.25  |

### Categoria femenina
| Event                    | Or                                                                            | Or         | Plata                                                                               | Plata   | Bronze                                                                      | Bronze     |
| 50 m. lliures            | Inge de Bruijn · Països Baixos                                                | 24.35 EU   | Jenny Thompson · Estats Units                                                       | 24.57   | Alison Sheppard · Regne Unit                                                | 24.97      |
| 100 m. lliures           | Jenny Thompson · Estats Units USA                                             | 53.24      | Sandra Völker · Alemanya                                                            | 53.76   | Sue Rolph · Regne Unit                                                      | 53.78      |
| 200 m. lliures           | Martina Moravcová · Eslovàquia                                                | 1:56.11    | Caini Qin · R.P. de la Xina                                                         | 1:57.26 | Josefin Lillhage · Suècia                                                   | 1:57.46    |
| 400 m. lliures           | Nadezhda Chemezova · Rússia                                                   | 4:05.23    | Caini Qin · R.P. de la Xina                                                         | 4:06.34 | Joanne Malar · Canadà                                                       | 4:06.83    |
| 800 m. lliures           | Hua Chen · R.P. de la Xina                                                    | 8:20.13    | Rachel Harris · Austràlia                                                           | 8:23.36 | Flavia Rigamonti · Suïssa                                                   | 8:26.38    |
|                          |                                                                               |            |                                                                                     |         |                                                                             |            |
| 50 m. esquena            | Sandra Völker · Alemanya                                                      | 27.63      | Mai Nakamura · Japó                                                                 | 27.73   | Kellie McMillan · Austràlia                                                 | 28.29      |
| 100 m. esquena           | Mai Nakamura · Japó                                                           | 58.67      | Kelly Stefanyshyn · Canadà                                                          | 1:00.43 | Erin Gammel · Canadà                                                        | 1:00.49    |
| 200 m. esquena           | Mai Nakamura · Japó                                                           | 2:06.49    | Helen Don-Duncan · Regne Unit                                                       | 2:08.18 | Kelly Stefanyshyn · Canadà                                                  | 2:09.51    |
|                          |                                                                               |            |                                                                                     |         |                                                                             |            |
| 50 m. braça              | Masami Tanaka · Japó                                                          | 30.80      | Penny Heyns · Sud-àfrica                                                            | 30.88   | Xue Han · R.P. de la Xina                                                   | 31.24      |
| 100 m. braça             | Masami Tanaka · Japó                                                          | 1:06.38    | Penny Heyns · Sud-àfrica                                                            | 1:06.47 | Samantha Riley · Austràlia                                                  | 1:07.50    |
| 200 m. braça             | Masami Tanaka · Japó                                                          | 2:20.22 RM | Penny Heyns · Sud-àfrica                                                            | 2:24.27 | Qi Hui · R.P. de la Xina                                                    | 2:25.05    |
|                          |                                                                               |            |                                                                                     |         |                                                                             |            |
| 50 m. papallona          | Jenny Thompson · Estats Units                                                 | 26.18      | Anna-Karin Kammerling · Suècia                                                      | 26.21   | Inge de Bruijn · Països Baixos                                              | 26.41      |
| 100 m. papallona         | Jenny Thompson · Estats Units                                                 | 57.65      | Johanna Sjöberg · Suècia                                                            | 57.74   | Ayari Aoyama · Japó                                                         | 58.29      |
| 200 m. papallona         | Mette Jacobsen · Dinamarca                                                    | 2:06.52 EU | Petria Thomas · Austràlia                                                           | 2:06.53 | Sophia Skou · Dinamarca                                                     | 2:08.29    |
|                          |                                                                               |            |                                                                                     |         |                                                                             |            |
| 100 m. estils            | Martina Moravcová · Eslovàquia                                                | 1:00.20 EU | Lori Munz · Austràlia                                                               | 1:01.40 | Oxana Verevka · Rússia                                                      | 1:01.55    |
| 200 m. estils            | Martina Moravcová · Eslovàquia                                                | 2:08.55 EU | Yana Klochkova · Ucraïna                                                            | 2:10.67 | Lori Munz · Austràlia                                                       | 2:11.48    |
| 400 m. estils            | Yana Klochkova · Ucraïna                                                      | 4:32.32    | Joanne Malar · Canadà                                                               | 4:34.90 | Lourdes Becerra · Espanya                                                   | 4:38.44    |
|                          |                                                                               |            |                                                                                     |         |                                                                             |            |
| relleus 4x100 m. lliures | Regne Unit Alison Sheppard · Claire Huddart · Karen Pickering · Sue Rolph     | 3:36.88    | Països Baixos Thamar Henneken · Wilma van Hofwegen · Chantal Groot · Inge de Bruijn | 3:39.40 | Austràlia Lori Munz · Rebecca Creedy · Melanie Dodd · Sarah Ryan            | 3:39.82    |
| relleus 4x200 m. lliures | Suècia Josefin Lillhage · Louise Jöhncke · Johanna Sjöberg · Malin Svahnström | 7:51.70 RM | Regne Unit Claire Huddart · Karen Legg · Nicola Jackson · Karen Pickering           | 7:53.98 | Austràlia Lori Munz · Jacinta van Lint · Rebecca Creedy · Giaan Rooney      | 7:55.81    |
| relleus 4x100 m. estils  | Japó Mai Nakamura · Masami Tanaka · Ayari Aoyama · Sumika Minamoto            | 3:57.62 RM | Austràlia Giaan Rooney · Samantha Riley · Petria Thomas · Lori Munz                 | 4:00.37 | Suècia Therese Alshammar · Maria Östling · Johanna Sjöberg · Louise Jöhncke | 4:00.84 EU |

## Medaller
| Posició | País            | Or | Plata | Bronze | Total |
| 1       | Austràlia       | 9  | 11    | 7      | 27    |
| 2       | Japó            | 6  | 2     | 1      | 9     |
| 3       | Regne Unit      | 4  | 5     | 4      | 13    |
| 4       | Suècia          | 4  | 4     | 3      | 11    |
| 5       | Estats Units    | 3  | 1     | 0      | 4     |
| 6       | Eslovàquia      | 3  | 0     | 0      | 3     |
| 7       | Països Baixos   | 2  | 3     | 5      | 10    |
| 8       | Ucraïna         | 2  | 1     | 1      | 4     |
| 9       | Cuba            | 2  | 0     | 0      | 2     |
| 10      | R.P. de la Xina | 1  | 3     | 2      | 6     |
| 11      | Alemanya        | 1  | 1     | 0      | 2     |
| 12      | Rússia          | 1  | 0     | 3      | 4     |
| 13      | Dinamarca       | 1  | 0     | 2      | 3     |
| 14      | Finlàndia       | 1  | 0     | 0      | 1     |
| 15      | Canadà          | 0  | 3     | 5      | 8     |
| 16      | Sud-àfrica      | 0  | 3     | 0      | 3     |
| 17      | Polònia         | 0  | 1     | 2      | 3     |
| 18      | Itàlia          | 0  | 1     | 1      | 2     |
| 19      | Argentina       | 0  | 1     | 0      | 1     |
| 20      | Espanya         | 0  | 0     | 2      | 2     |
| 20      | Suïssa          | 0  | 0     | 2      | 2     |
| Total   | Total           | 40 | 40    | 40     | 120   |